# Черемшанка (Челябінська область)
Черемшанка (рос. Черемшанка) — селище, підпорядковане місту Верхній Уфалей Челябінської області Російської Федерації.
Населення становить 1025 осіб (2010)

## Історія
Згідно із законом від 26 серпня 2004 року органом місцевого самоврядування є Верхньоуфалейський міський округ.

## Населення
| 1959 | 1970  | 1979  | 1989  | 2002  | 2010  |
| ---- | ----- | ----- | ----- | ----- | ----- |
| 3210 | ↘2181 | ↘1953 | ↘1520 | ↘1169 | ↘1025 |